# 빈혈
빈혈(貧血, 영국 영어: anaemia, 미국 영어: anemia)은 조직에 산소를 운반하는 적혈구의 총량이 정상치 이하로 감소하는 질환이다. 적혈구 중 헤모글로빈 농도가 감소한 상태로, 헤모글로빈이 부족해지면서 혈액의 산소 운반 기능이 떨어져, 얼굴이 창백해지고 쉽게 피로해진다.
세계보건기구는 빈혈의 진단 기준을 혈중 헤모글로빈 농도 13g/dL(남성) 또는 12g/dL(여성)이하로 정의하고 있다. 단, 임산부의 경우에는 체중과 혈장량의 증가를 감안해 11g/dL이하로 정의한다.

## 역사
빈혈의 증거는 4,000년 전으로 더 거슬러 올라간다. 빈혈의 영어 낱말 anaemia은 피가 없음을 의미하는 그리스어 낱말에서 온 것이다.

## 분류
빈혈은 적혈구의 수, 헤모글로빈의 농도, 헤마토크릿의 분석 및 망상적혈구, 적혈아구 등의 미성숙 적혈구의 수도 고려하여 진단한다. 빈혈을 원인별로 분류하면 다섯 가지 정도가 있다. 첫째는 철결핍성 빈혈이다. 이는 가장 흔하며, 철분이 부족하여 헤모글로빈 합성이 잘 되지 못해 생긴다. 두 번째는 거대적혈모구빈혈로 비타민 B12나 엽산의 결핍 때문에 일어난다. 세 번째는 용혈성 빈혈로 간장 또는 비장에서 적혈구가 지나치게 많이 파괴되어 생긴다. 선천적으로 구상 적혈구나 겸상 적혈구를 지닐 때, 후천적으로 자가면역질환으로 적혈구에 대한 자기 항체가 생겨 적혈구를 용혈시키는 경우에 해당한다. 여러 감염, 만성염증성 질환, 단백질 대사, 악성종양의 속발성 증상으로도 나타난다. 네 번째는 재생불량성 빈혈으로 골수에서 적혈구가 충분하게 만들어지지 않는 경우이다. 이 경우 적혈구 뿐 아니라 백혈구와 혈소판 수치도 낮고, 골수 세포의 불완전한 분화나 질병에 의해서 발생한다. 환자의 중증도에 따라 증상과 치료법이 매우 다양하나 치료 및 예방이 불가능한 경우도 있다. 다섯 번째는 속발성 빈혈로 다른 병에 수반하여 일어나는 빈혈이며, 흔히 호흡곤란, 심계항진, 수족냉증, 창백함, 두통을 느낀다.

## 같이 보기
- 철결핍성 빈혈
- 스포츠 빈혈(sports anemia)
- 헤모글로빈